# 宏观经济思想史

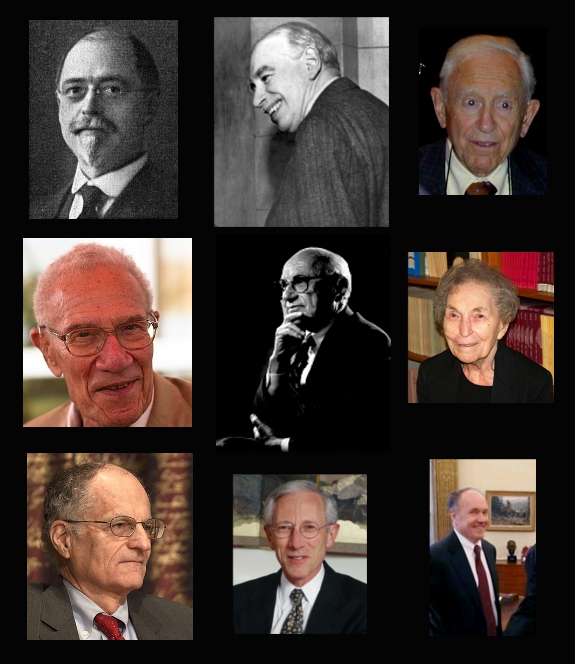
顶层: 费雪，凯恩斯，莫迪利安尼中间一行:索洛、佛利民、施瓦茨
底部一行:萨金特、费希尔、普雷斯科特

宏观经济学理论起源于对商业周期和货币理论的研究。 一般来说，早期的理论家认为货币因素无法影响如实际产出等实际价值与名义价值等实际因素。约翰·梅纳德·凯恩斯批判了这些“古典”理论，并提出了一个通用理论，通过总量而非单独的微观经济学部分来描述整个经济。试图解释失业和衰退时，他注意到人们和企业在衰退期间倾向于囤积现金并避免投资。他认为这使得古典经济学家假设市场总是清算的前提失效，因为在这种假设下，商品永远不会过剩，且没有闲置劳动力。
紧随凯恩斯之后的经济学家们将他的理论与新古典微观经济学相结合，形成了新古典综合理论。虽然凯恩斯主义理论最初未对物价水平和通货膨胀提供解释，但后来凯恩斯主义者采用了菲利普斯曲线来建模物价水平的变化。一些凯恩斯主义者反对将凯恩斯理论与均衡体系相结合的综合方法，主张采用失衡模型。货币主义者，由米尔顿·弗里德曼领导，接受了一些凯恩斯主义思想，如货币需求的重要性，但认为凯恩斯主义者忽视了货币供应在通货膨胀中的作用。 小罗伯特·卢卡斯和其他新古典宏观经济学家批评那些在理性预期下无法奏效的凯恩斯主义模型。卢卡斯还辩称，基于微观经济基础的模型将比凯恩斯主义的经验模型更为稳定。
新古典学派 真实商业周期理论（RBC）。与早期的古典经济学模型一样，RBC模型假设市场总是清算，商业周期是由技术和供给变化驱动的，而非需求变化。新凯恩斯主义者试图解决卢卡斯和其他新古典经济学家对新凯恩斯主义者提出的许多批评。新凯恩斯主义者采纳了理性预期，并构建了包含粘性价格的微观基础模型，这些模型表明衰退仍然可以由需求因素来解释，因为价格的刚性阻止了价格下降到市场清算水平，从而导致商品和劳动力的过剩。新古典综合理论将新古典和新凯恩斯宏观经济学的元素结合成一种共识。其他经济学家避开了新古典与新凯恩斯在短期动态上的辩论，发展了内生成长理论，即长期经济增长的理论。 大衰退促使人们回顾该领域的现状，并引起了大众对非主流经济学的关注。

## 起源

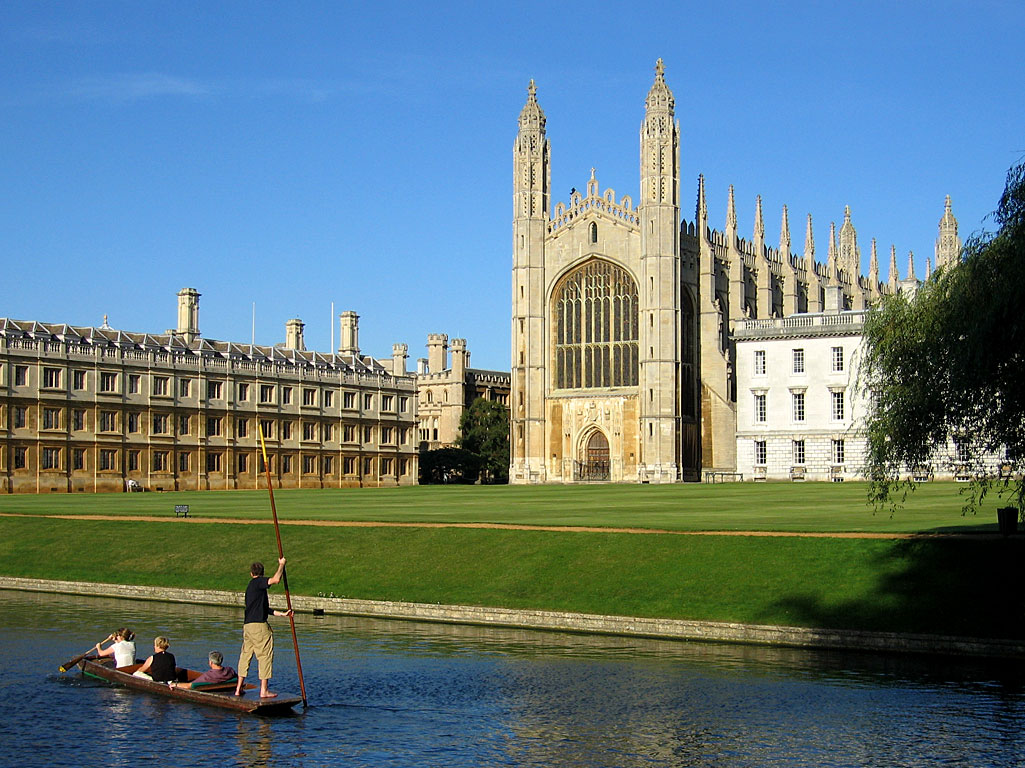
早期货币理论家阿尔弗雷德·马歇尔、亚瑟·塞西尔·庇古和凯恩斯都在剑桥大学工作。 皮古和凯恩斯与国王学院（上图中的教堂）有关联。

宏观经济学起源于两个研究领域：商业周期理论和货币理论。 货币理论可以追溯到16世纪和马丁·德·阿兹皮尔库埃塔的研究，而商业周期分析始于19世纪中叶。

### 商业周期理论
从威廉·斯坦利·杰文斯和克莱门特·朱格拉在1860年代开始， 经济学家们试图解释经济活动中频繁且剧烈的波动周期。 这一努力中的一个重要里程碑是韦斯利·米切尔于1920年创立的美国国家经济研究局。这标志着经济波动的非理论性统计模型（基于周期和趋势而非经济理论的模型）出现的高潮，这些模型发现了像库兹涅茨波动这样显然规律的经济模式。
其他经济学家在他们的商业周期分析中更多关注理论。大多数商业周期理论集中在单一因素上， 例如货币政策或天气对当时以农业为主的经济体的影响。 尽管到1920年代商业周期理论已经相当成熟，但像丹尼斯·罗伯逊和拉尔夫·霍特雷等理论家的研究对公共政策的影响甚微。 他们的部分均衡理论无法捕捉到一般均衡，即市场之间的相互作用；特别是，早期的商业周期理论将商品市场和金融市场分开处理。 这些领域的研究采用了微观经济学方法来解释就业、物价水平和利率。

### 货币理论
最初，价格水平与产出之间的关系是由货币的数量理论解释的;大卫·休谟在他的1752年著作《货币论》（论文集，道德、政治和文学，第二部分，第三篇）中提出了这一理论。 货币数量理论通过萨伊定律来观察整个经济，萨伊定律指出，市场上供应的任何东西都会被出售——简而言之，市场总是清算。 在这一观点中，货币的中立性认为货币是中立的，不能影响经济中的实际因素，如产出水平。这与经典二分法的观点一致，即经济的实际方面和名义因素（如物价水平和货币供应）可以被视为彼此独立。 例如，增加经济中的货币只会预期提高价格，而不会创造更多的商品。
货币数量理论主导了宏观经济学理论直到1930年代。两种版本特别具有影响力，一种是欧文·费雪在其1911年的《货币的购买力》等作品中发展出的版本，另一种是在20世纪初由剑桥的经济学家们发展出的版本。 费舍尔的货币数量理论可以通过保持货币流通速度（货币在交易中使用的频率）（V）和实际收入（Q）不变，并允许货币供应（M）和物价水平（P）变化，在交换方程式中表示：
{\displaystyle M\cdot V=P\cdot Q}
大多数古典理论，包括费舍尔的理论，认为货币流通速度是稳定的，并且与经济活动无关。 然而，约翰·梅纳德·凯恩斯等剑桥经济学家开始挑战这一假设。他们发展了剑桥现金平衡理论，该理论考察了货币需求以及其对经济的影响。剑桥理论并没有假设货币需求和供应总是处于均衡状态，而是考虑了当经济低迷时人们持有更多现金的情况。通过考虑持有现金的价值，剑桥经济学家朝着流动性偏好的概念迈出了重要的一步，而这一概念后来由凯恩斯进一步发展。 剑桥理论认为，人们持有货币的原因有两个：一是为了促进交易，二是为了保持流动性。在后来的研究中，凯恩斯在他的流动性偏好理论中增加了第三个动机——投机，并在此基础上发展出了他的《通论》。
1898年，努特·维克塞尔提出了以利率为中心的货币理论。他的分析使用了两种利率：市场利率，由银行系统决定，和实际或自然利率，由资本的回报率决定。 在维克塞尔的理论中，当技术创新导致自然利率上升，或银行系统允许市场利率下降时，累积性通货膨胀将发生。相反，当市场利率上升超过自然利率时，累积性通货紧缩发生。 维克塞尔的理论并没有产生货币数量与物价水平之间的直接关系。根据维克塞尔的理论，只要自然利率超过市场利率，货币就会内生产生，而不需要增加硬货币的数量。在这种情况下，借款人获得利润并将现金存入银行储备，从而扩大了货币供应。这可能导致一个累积过程，其中通货膨胀不断增加，而货币基础并未扩展。维克塞尔的研究影响了凯恩斯和斯德哥尔摩学派的瑞典经济学家。

## 凯恩斯的《就业、利息和货币通论》

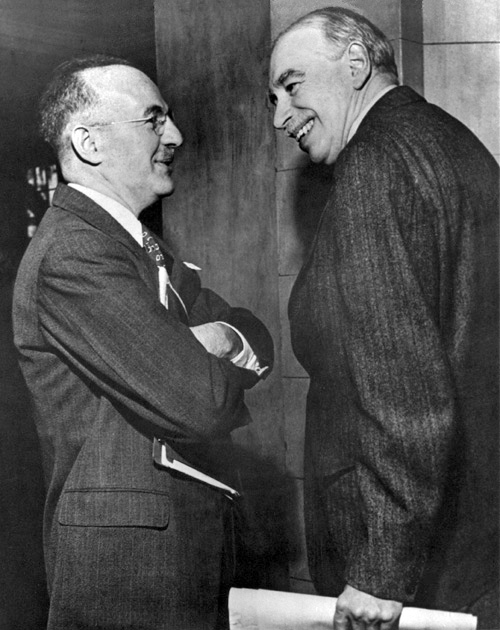
凯恩斯（右）与哈里·德克斯特·怀特，美国财政部助理部长，1946年在国际货币基金组织会议上合影

现代宏观经济学可以说始于凯恩斯及其1936年出版的著作《就业、利息和货币通论》。 凯恩斯扩展了流动性偏好的概念，并建立了一个关于经济如何运作的总体理论。凯恩斯的理论首次将货币和实际经济因素结合起来， 解释了失业问题，并提出了实现经济稳定的政策建议。
凯恩斯认为经济产出与货币流通速度呈正相关。 他通过流动性偏好的变化来解释这一关系： 人们在经济困难时期通过减少支出来增加他们的货币持有量，这进一步放缓了经济。 这个节俭的悖论声称，个人在经济衰退中生存的努力只会使情况变得更糟。 当对货币的需求增加时，货币流通速度就会减慢。 经济活动放缓意味着市场可能无法清理，导致过剩商品浪费和产能闲置。 凯恩斯颠覆了数量论，认为市场变化会改变数量而非价格。 凯恩斯取代了稳定流通速度的假设，提出了固定价格水平的假设。如果支出减少而价格不变，商品过剩会减少对劳动力的需求并增加失业。
古典经济学家在解释非自愿失业和经济衰退时遇到了困难，因为他们将萨伊法则应用于劳动力市场，并假定所有愿意以市场工资工作的人都会被雇佣。 在凯恩斯的模型中，雇佣和产出由总需求推动，即消费和投资的总和。由于消费保持稳定，总需求的大部分波动来自投资，投资受到包括预期、动物精神和利率等多个因素的驱动。 凯恩斯认为财政政策可以补偿这种波动。在经济低迷时，政府可以增加支出，购买过剩商品并雇佣闲置劳动力。 此外，乘数效应增加了这一直接支出的效果，因为新雇佣的工人会花费他们的收入，这将通过经济传播，而企业也会为响应这种需求的增加而投资。
凯恩斯对强大公共投资的建议与他对不确定性的兴趣有关。 凯恩斯在1921年写的《概率论》中，给出了关于统计推断的独特视角，这一著作早于他的主要经济学作品。 凯恩斯认为，强大的公共投资和财政政策能够抵消经济波动的不确定性带来的负面影响。尽管凯恩斯的继任者们很少关注他作品中的概率部分，但不确定性可能在《通论》的投资和流动性偏好方面发挥了核心作用。
凯恩斯作品的确切含义长期以来一直备受争议。即便是凯恩斯在《通论》中的失业政策建议——该书中较为明确的一部分——也一直是争论的主题。经济学家和学者们争论凯恩斯是否将他的建议视为解决严重问题的重大政策转变，或是应对轻微问题的中度保守解决方案。

## 凯恩斯的继任者
凯恩斯的继任者们对凯恩斯模型的具体表述、机制和后果进行了辩论。一组人代表了凯恩斯的“正统”解释；他们将古典微观经济学与凯恩斯思想结合，形成了从1940年代到1970年代初期主导经济学的“新古典综合体”。 另外两派凯恩斯学派则批评这一凯恩斯综合体的解释。一派关注凯恩斯著作中的非均衡方面，而另一派则持凯恩斯主义的根本立场，并开始了异端的后凯恩斯主义传统。

### 新古典综合体
主条目: 新古典综合
继凯恩斯之后的一代经济学家——新凯恩斯主义者，通过将凯恩斯的宏观经济学与新古典微观经济学结合，创造了“新古典综合体”。 新凯恩斯主义者处理了两个微观经济学问题：第一，为凯恩斯理论中的一些方面（如消费和投资）提供基础；第二，将凯恩斯的宏观经济学与一般均衡理论结合起来。（在一般均衡理论中，个别市场相互作用，并且如果存在完全竞争、没有外部性以及完全信息，则会出现均衡价格。） 保罗·萨缪尔森的《经济分析基础》（1947）为这一综合体提供了许多微观经济学基础。 萨缪尔森的工作为新凯恩斯主义者使用的方法论设定了模式：以正式的数学模型表达的经济理论。 虽然凯恩斯的理论在这一时期占据主导地位，但他的继任者们大多放弃了凯恩斯的非正式方法，转而采用萨缪尔森的方法。
到1950年代中期，绝大多数经济学家已不再争论凯恩斯主义，接受了综合体的观点； 然而，仍然存在分歧的空间。 综合体将市场清算问题归因于价格粘性，价格未能适应供求变化。 另一组凯恩斯学派专注于非均衡经济学，并试图将均衡概念与市场未清算的情况调和。

### 新凯恩斯主义模型

IS/LM图，显示了IS曲线的向上移动。该图说明了如政府支出或私人投资增加等因素导致IS曲线的移动，进而带来更高的产出（Y）和更高的利率（i）。

在1937年，约翰·希克斯 发表了一篇文章，将凯恩斯的思想融入一般均衡框架，在这个框架中，商品和货币市场在整体均衡中交汇。 希克斯的IS/LM（投资-储蓄/流动性偏好-货币供应）模型成为了20世纪60年代经济学理论化和政策分析的基础。 该模型通过IS曲线表示商品市场，IS曲线上的点代表投资和储蓄的均衡。货币市场的均衡通过LM曲线表示，LM曲线上的点代表货币供求的均衡。两条曲线的交点标识了经济中的整体均衡，在这个均衡中，利率和经济产出有唯一的均衡值。 IS/LM模型将利率作为“货币传导机制”，即货币供应如何通过这一渠道影响如总需求和就业等实际变量。货币供应减少会导致利率上升，从而减少投资，进而降低整个经济的产出。 其他经济学家在IS/LM框架上进一步发展。特别地，在1944年，法兰科·莫迪利安尼 增加了劳动市场。莫迪利亚尼的模型将经济视为一个系统，其中劳动力、金融和商品市场之间存在一般均衡，并且用刚性名义工资来解释失业问题。
增长一直是18世纪古典经济学家如亚当·斯密关注的主题，但在19世纪和20世纪初的边际革命期间，研究者将重点转向了微观经济学。 随着新凯恩斯主义者罗伊·哈罗德和埃弗塞·多马独立发展出哈罗德-多马模型，增长研究得到了复兴，该模型是凯恩斯理论在长期领域的延伸，而凯恩斯本人并未涉及这一领域。 他们的模型将凯恩斯的乘数效应与投资加速器模型结合， 并得出了一个简单的结论：增长等于储蓄率除以资本产出比率（资本与产出的比值）。 哈罗德-多马模型主导了增长理论，直到罗伯特·索洛 和特雷弗·斯旺 于1956年独立发展出了新古典增长模型。 索洛和斯旺提出了一个更具实证吸引力的模型，基于劳动力和资本在生产中的替代性，提出“平衡增长”概念。 索洛和斯旺认为，增加储蓄只能暂时增加增长，只有技术进步才能在长期内提高增长。 在索洛和斯旺之后，增长研究逐渐减少，从1970年到1985年几乎没有增长方面的研究。
经济学家将合成理论的理论成果纳入了大型宏观计量经济模型，这些模型结合了消费、投资和货币需求等因素的个别方程式，并与实证观测数据相结合。 这一研究方向在由莫迪利亚尼及其合作者开发的MIT-宾夕法尼亚-社会科学研究委员会（MPS）模型中达到了顶峰。 MPS将IS/LM与合成体的其他方面结合，包括新古典增长模型和菲利普斯曲线关系，即通货膨胀与产出之间的关系。 大规模模型和菲利普斯曲线成为了合成体批评者的目标。

### 菲利普斯曲线

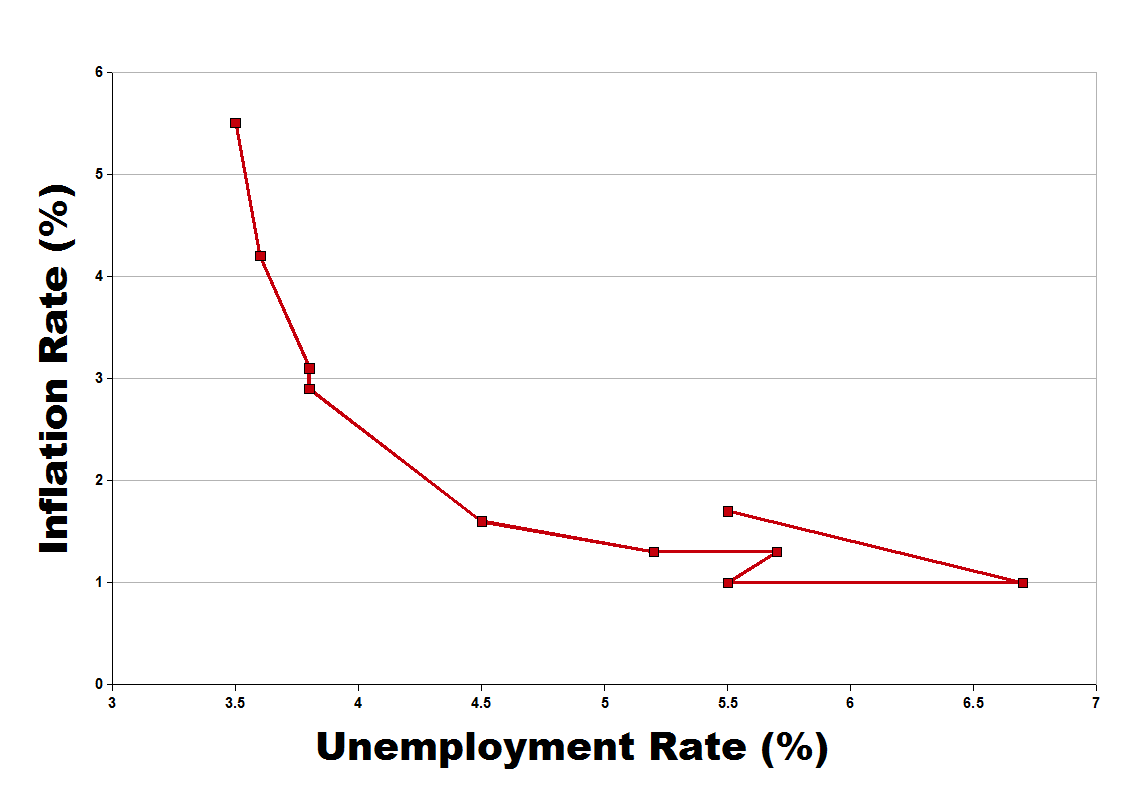
1960年代美国经济遵循菲利普斯曲线，即通货膨胀与失业之间的相关性。

凯恩斯并没有明确提出价格水平的理论。 早期的凯恩斯主义模型假设工资和其他价格水平是固定的。 这些假设在1950年代并未引起太大关注，因为当时的通货膨胀保持稳定，但到了1960年代中期，通货膨胀增加，成为了宏观经济模型中的一个问题。 1958年，威廉·菲利普斯 通过实证观察提出了通货膨胀与失业之间似乎存在反向关系，为价格水平理论奠定了基础。1960年，理查德·利普西 提出了这一相关性的第一个理论解释。一般而言，凯恩斯主义者对该曲线的解释认为，过度需求会导致高通货膨胀和低失业，而产出缺口则提高了失业率并抑制了价格。 在1960年代末期和1970年代初期，菲利普斯曲线遭遇了来自实证和理论两方面的攻击。曲线所代表的产出与通货膨胀之间的假定权衡关系成为凯恩斯体系中最薄弱的部分。
高了失业率并抑制了价格。 在1960年代末期和1970年代初期，菲利普斯曲线遭遇了来自实证和理论两方面的攻击。曲线所代表的产出与通货膨胀之间的假定权衡关系成为凯恩斯体系中最薄弱的部分。

### 不平衡宏观经济学
主条目: 失衡的宏观经济学
尽管新古典合成占主导地位，但凯恩斯主义者对此也提出了批评。一种不平衡或“非瓦尔拉斯”理论流派发展起来，该理论批评新古典合成在允许不平衡现象（特别是非自愿失业）在均衡模型中被建模时，存在明显的矛盾。 此外，他们还认为，一个市场中存在不平衡必须与另一个市场中的不平衡相关联，因此非自愿失业必须与商品市场的供给过剩相联系。许多人认为唐·帕廷金的工作是这一不平衡理论的开端。 罗伯特·W·克劳尔（1965年） 提出了他的“双重决策假设”，即市场中的一个人可以决定他想买什么，但最终在购买量上受到他能够卖出多少的限制。 克劳尔和阿克塞尔·莱荣胡夫维德（1968年） 认为不平衡是凯恩斯理论的一个基本部分，应该给予更多的关注。 罗伯特·巴罗和赫舍尔·格罗斯曼提出了一般不平衡模型，该模型中，个别市场在没有达到一般均衡之前就被锁定在某些价格上。这些市场产生了“错误价格”，导致不平衡。 在巴罗和格罗斯曼的研究之后，不平衡模型在美国逐渐失宠，巴罗也放弃了凯恩斯主义，转而采纳了新的古典市场清算假设。

基于马林瓦乌德的失业类型学的图表显示了商品和劳动力市场的均衡曲线，瓦尔拉斯均衡出现在两个市场均衡时。根据马林瓦乌德的看法，经济通常处于凯恩斯失业状态，即商品和劳动力的供给过剩，或古典失业状态，即劳动力供给过剩和商品需求过剩。

尽管美国经济学家很快放弃了不平衡模型，但欧洲经济学家对没有市场清算的模型更加开放。 如埃德蒙·马林瓦乌德和雅克·德雷兹等欧洲学者扩展了不平衡理论，努力解释价格刚性，而不是简单地假设它。 马林瓦乌德（1977年） 使用不平衡分析发展了失业理论。 他认为，劳动力市场和商品市场的不平衡可能导致商品和劳动力的配给，从而导致失业。 马林瓦乌德采用了固定价格框架，并认为现代工业价格相比主导农业经济的相对灵活的原材料定价系统更具刚性。 价格是固定的，只有数量会进行调整。 马林瓦乌德认为，经典失业和凯恩斯失业的均衡状态是最有可能发生的。 新古典传统的工作被视为马林瓦乌德类型学中的特殊案例——瓦尔拉斯均衡。在马林瓦乌德的理论中，由于工业定价的性质，达到瓦尔拉斯均衡几乎是不可能的。

## 货币主义
米尔顿·弗里德曼提出了与凯恩斯宏观经济学相对立的理论，最终被称为货币主义。一般来说，货币主义认为货币供应对宏观经济至关重要。 当货币主义在1950年代和1960年代兴起时，凯恩斯主义者忽视了货币在通货膨胀和商业周期中的作用，而货币主义直接挑战了这些观点。

### 批评与增补菲利普斯曲线
菲利普斯曲线似乎反映了通货膨胀与产出之间的一个明确的反向关系。1970年代，随着经济体同时遭遇经济停滞与通货膨胀现象（称为停滯性通貨膨脹），这一曲线失效了。菲利普斯曲线的经验性崩溃紧随其后，弗里德曼和埃德蒙·菲尔普斯从理论上对其进行了攻击。菲尔普斯虽然不是货币主义者，但他认为只有意外的通货膨胀或通货紧缩才会影响就业。菲尔普斯的“预期增强型菲利普斯曲线”的不同版本成为了标准工具。弗里德曼和菲尔普斯使用的模型认为通货膨胀与失业之间没有长期的权衡。与其使用菲利普斯曲线，他们使用基于自然失业率的模型，认为扩张性的货币政策只能短期内将失业率降至自然失业率以下。最终，企业会根据实际因素调整价格和工资，忽略货币政策带来的名义变化。扩张性的刺激效果将被抹去。

### 货币的重要性
安娜·施瓦茨与弗里德曼合作，出版了货币主义的主要著作之一，《美国货币史》（1963年），该书将货币供应与商业周期联系起来。 1950年代和60年代的凯恩斯主义者采纳了货币政策不会影响总产出或商业周期的观点，基于在大萧条期间，利率极低但产出依然低迷的证据。 弗里德曼和施瓦茨认为，凯恩斯主义者只看了名义利率，忽视了通货膨胀对实际利率的影响，而在大萧条期间，实际利率一直很高。从实际角度来看，货币政策实际上是紧缩性的，给产出和就业带来下行压力，尽管仅看名义利率的经济学家认为货币政策具有刺激作用。
弗里德曼发展了自己的货币数量理论，该理论借鉴了欧文·费雪的观点，但继承了凯恩斯的许多思想。 弗里德曼在1956年提出的《货币数量理论：重新表述》将凯恩斯的货币需求和流动性偏好纳入了类似于古典交换方程的公式中。 弗里德曼更新后的货币数量理论还允许使用货币或财政政策来应对经济衰退。 弗里德曼与凯恩斯的分歧在于，他认为货币需求相对稳定——即使在经济衰退期间也是如此。 货币主义者认为通过财政和货币政策进行“微调”是适得其反的。他们发现，即使在财政政策变化期间，货币需求也是稳定的， 且财政和货币政策都存在滞后，导致它们太慢，无法防止轻微的经济衰退。

### 货币主义的突出与衰退

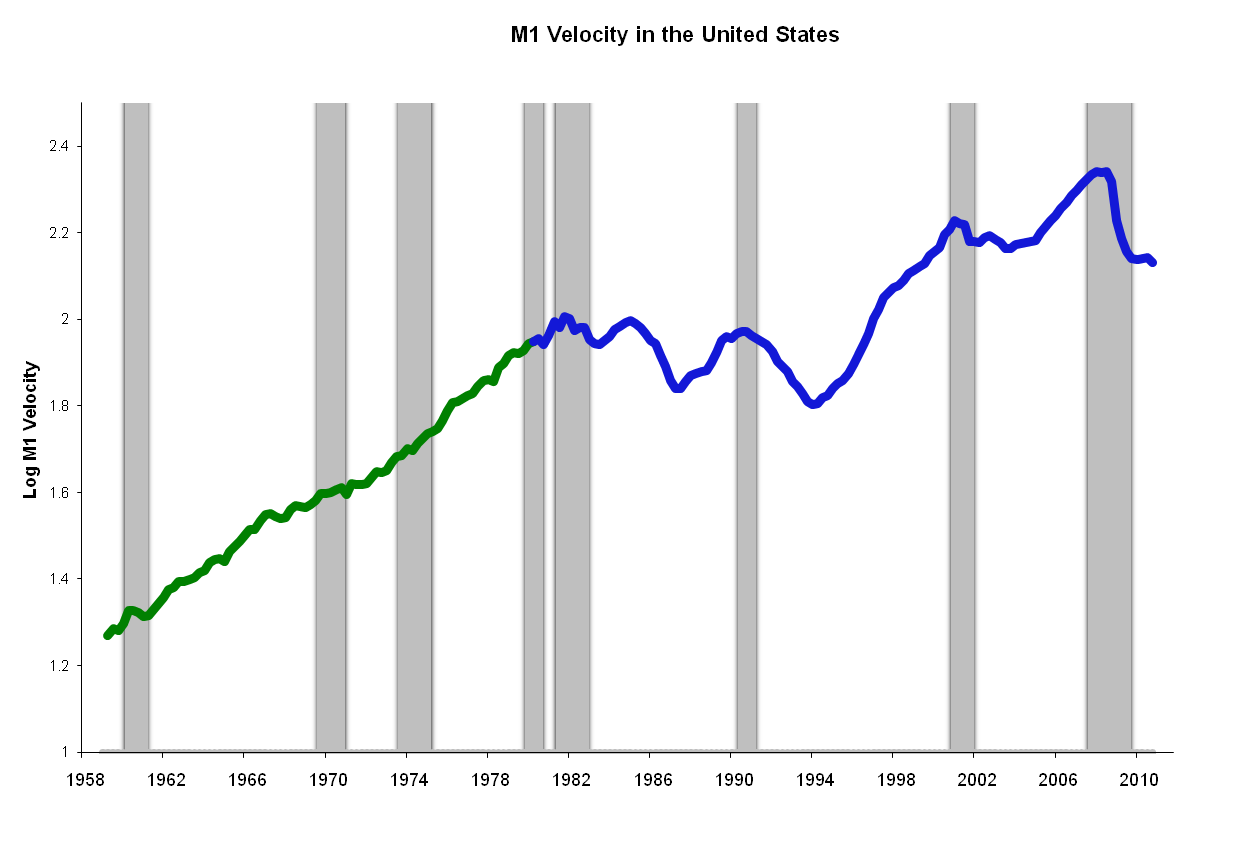
货币流通速度在1980年前（绿色）一直稳定并持续增长。1980年之后（蓝色），货币流通速度变得不稳定，货币主义假设的稳定货币流通速度受到了质疑。

货币主义在1970年代末和1980年代引起了政策制定者的关注。弗里德曼和费尔普斯版本的菲利普斯曲线在滞涨时期表现更好，增强了货币主义的可信度。 到1970年代中期，货币主义已成为宏观经济学的新正统， 到1970年代末，英国和美国的中央银行在制定政策时已大体采用了以货币供应量为目标而非利率的货币主义政策。 然而，由于测量困难，中央银行在实施货币供应目标时遇到了困难。 货币主义在保罗·沃克 于1979年接任美联储主席一职时面临了重大考验。沃尔克紧缩了货币供应，成功将通货膨胀降下来，但也因此引发了严重的衰退。这次衰退减少了货币主义的受欢迎程度，但清楚地展示了货币供应在经济中的重要性。 当曾经稳定的货币流通速度在1980年代初期开始不稳定并违背货币主义的预测时，货币主义的可信度下降。 货币主义的单方程模型和非统计数据分析方法也逐渐被凯恩斯主义者偏好的同时方程建模方法所取代。 货币主义的政策和分析方法失去了中央银行家和学者们的影响力，但其核心理念——货币的长期中性（货币供应量的增加不能对实际变量如产出产生长期影响）以及通过货币政策进行经济稳定的使用，成为了宏观经济学主流的组成部分，甚至在凯恩斯主义者中也得到了接受。

## 新古典经济学

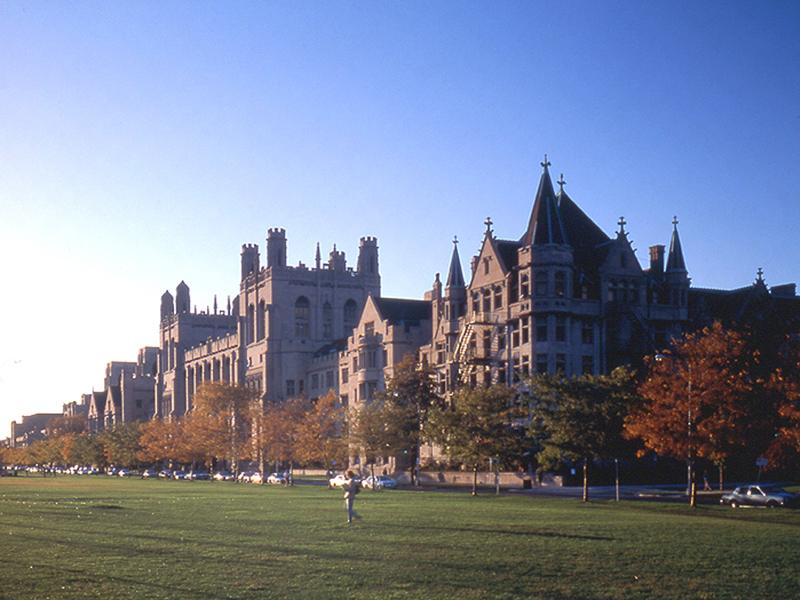
大部分新古典研究是在芝加哥大学进行的。

"新古典经济学"起源于货币主义，并对凯恩斯主义提出了其他挑战。早期的新古典经济学家认为自己是货币主义者，但新古典学派逐渐发展变化。新古典经济学家放弃了货币主义关于货币政策可以系统性地影响经济的信念，最终采纳了完全忽视货币因素的实际商业周期模型。
新古典经济学完全与凯恩斯经济学理论决裂，而货币主义者则是在凯恩斯主义的基础上进行发展。 尽管摒弃了凯恩斯理论，但新古典经济学家仍然关注解释短期波动，这是凯恩斯主义的核心关注点。新古典经济学取代了货币主义者，成为凯恩斯主义的主要反对者，并将宏观经济学的主要争论从是否关注短期波动转变为宏观经济模型是否应该建立在微观经济理论的基础上。 与货币主义一样，新古典经济学起源于芝加哥大学，主要由小罗伯特·卢卡斯主导。新古典经济学的其他领导者包括明尼苏达大学的爱德华·普雷斯科特和罗切斯特大学的罗伯特·巴罗。
新古典经济学家认为，早期的宏观经济学理论仅在微观经济学理论的基础上存在薄弱的联系，并将其努力描述为为宏观经济学提供“微观经济学基础”。新古典学派还引入了理性预期理论，并认为由于经济主体的理性预期，政府几乎没有能力稳定经济。最具争议的是，新古典经济学家复兴了市场清算假设，认为价格是灵活的，并且市场应该被建模为处于均衡状态。

### 理性预期与政策无关性

约翰·穆斯（John Muth）首次提出了理性预期，当时他批评了农业价格的蛛网模型（如上图所示）。穆斯表明，基于理性预期做出决策的经济主体比基于适应性预期做出估算的经济主体更成功，后者可能导致如上所示的蛛网情形，其中关于生产数量（Q）的决策导致价格（P）远离供给（S）和需求（D）的均衡，失控地螺旋式上涨。

凯恩斯学派和货币主义学派都认识到，人们基于对未来的预期做出经济决策。然而，直到1970年代，大多数模型仍依赖于适应性预期，即假设预期是基于过去趋势的平均值。 例如，如果通货膨胀率在一段时间内平均为4%，经济主体就会假设下一年通货膨胀率也为4%。 1972年，卢卡斯 受到1961年约翰·穆斯的农业经济学论文启发}，将理性预期引入宏观经济学。 本质上，适应性预期将行为建模为“向后看”，而理性预期则将经济主体（消费者、生产者和投资者）建模为“向前看”。 新古典经济学家还认为，如果一个经济模型假设其所建模的主体行为好像它们没有意识到该模型，那么该模型就会自相矛盾。 在理性预期的假设下，模型假设经济主体根据模型本身的最佳预测做出决策。 这并不意味着人们拥有完美的预见能力，而是他们在对经济理论和政策有充分了解的基础上进行行动。
托马斯·萨金特和尼尔·华莱士（1975） 将理性预期应用于包含菲利普斯曲线中通货膨胀和产出之间权衡的模型，并发现货币政策无法用来系统性地稳定经济。萨金特和华莱士的政策无效性命题认为，经济主体会预见到通货膨胀并在货币刺激能够提升就业和产出之前对价格水平做出调整。 只有未预期的货币政策才能提高就业，而没有任何中央银行能够系统性地使用货币政策进行扩张，而不被经济主体察觉，并在刺激性影响产生之前预见到价格变化。
罗伯特·E·霍尔 将理性预期应用于弗里德曼的永久收入假说，该假说认为人们的当前支出水平基于其财富和终身收入，而非当前收入。 霍尔发现，人们会消费平滑，只有当他们对未来收入的预期发生变化时，才会调整消费模式。 霍尔和弗里德曼版本的永久收入假说挑战了凯恩斯主义观点，认为像减税这样的短期稳定政策能够刺激经济。 永久收入观点认为消费者根据财富来支出，因此收入的暂时性增加只会引起消费的适度增加。 对霍尔假说的实证检验表明它可能低估了因收入增加而引起的消费提升；然而，霍尔的研究帮助推广了欧拉方程模型的消费理论。

### 卢卡斯批评与微观基础
1976年，卢卡斯发表了一篇论文，批评了用于预测和政策评估的大型宏观计量经济学模型。卢卡斯认为，基于变量之间经验关系的经济模型是不稳定的，因为政策的变化会导致这种关系失效：在某一政策制度下有效的关系可能在制度改变后失效。 卢卡斯批评进一步指出，政策的影响取决于政策如何改变经济主体的预期。没有考虑预期及其与政策的关系，任何模型都不稳定。 新古典经济学家认为，放弃凯恩斯主义的不平衡模型，转而关注基于结构和行为的均衡模型，能够解决这些缺陷。 凯恩斯学派经济学家则通过建立具有微观基础的模型，基于稳定的理论关系进行回应。

### 卢卡斯供给理论与商业周期模型
参见: 卢卡斯群岛模型
卢卡斯与伦纳德·拉平在1969年提出了新古典经济学的第一种总供给理论。在他们的模型中，就业变化取决于工人对闲暇时间的偏好。卢卡斯和拉平将就业减少建模为工人响应现行工资的自愿选择，通过减少工作努力来减少就业。
卢卡斯（1973年）提出了一种基于理性预期、不完全信息和市场清算的商业周期理论。在建立这一模型时，卢卡斯试图将通货膨胀与产出之间的权衡经验事实纳入模型，同时并未放弃短期内货币的非中立性假设。 该模型包括了货币意外的概念：货币政策仅在它导致人们对商品价格变化产生惊讶或困惑时才有意义，特别是商品之间的相对价格变化。 卢卡斯假设生产者首先会意识到自己行业的变化，而不是其他行业的变化。根据这一假设，生产者可能将一般价格水平的上涨视为自己商品需求的增加。生产者因此通过增加生产来回应，但最终发现“惊讶”是价格在整个经济中普遍上涨，而不是仅仅是自己商品的价格上涨。 这一“卢卡斯供给曲线”将产出建模为“价格”或“货币意外”的函数，即预期通货膨胀与实际通货膨胀之间的差异。 卢卡斯的“意外”商业周期理论在1970年代之后逐渐失去支持，因为实证证据未能支持该模型。

### 真实商业周期理论

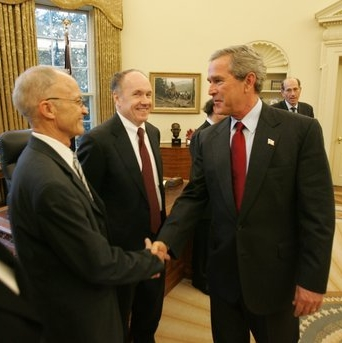
George W. Bush 在2004年奥尔办公室与基德兰（左）和普雷斯科特（中）会面，表彰当年的诺贝尔奖获得者。

尽管“货币意外”模型遭遇困境，但开发新古典商业周期模型的努力依然在继续。基德兰和普雷斯科特在1982年的一篇论文 提出了真实商业周期理论（RBC）。 根据这一理论，商业周期可以完全通过供给方来解释，模型通过处于恒定均衡状态的系统来表示经济。 RBC排除了用价格意外、市场失灵、价格粘性、不确定性和不稳定性来解释商业周期的必要性。 相反，基德兰和普雷斯科特建立了简洁的模型，用技术和生产力变化来解释商业周期。 就业水平发生变化，是因为这些技术和生产力的变化改变了人们的工作意愿。 RBC拒绝了在衰退中存在大量非自愿失业的观点，不仅否定了货币可以稳定经济的想法，还否定了货币可能使经济不稳定的货币主义观点。
真实商业周期模型的构建者试图建立基于阿罗–德布鲁 一般均衡的微观基础的宏观经济模型。 RBC模型是动态随机一般均衡（DSGE）模型的灵感来源之一。DSGE模型已成为宏观经济学家——即使是那些不同意新古典理论的学者——常用的方法工具。

## 新凯恩斯主义经济学
新古典经济学指出了新古典综合体的内在矛盾：瓦尔拉斯微观经济学与市场清算和一般均衡无法导致凯恩斯宏观经济学，其中市场无法清算。新凯恩斯主义者认识到这一悖论，但当新古典主义者抛弃凯恩斯时，新凯恩斯主义者则放弃了瓦尔拉斯和市场清算。
在1970年代末和1980年代，新凯恩斯主义的研究者探讨了市场缺陷，如垄断竞争、名义摩擦（如黏性价格）和其他摩擦如何使微观经济学与凯恩斯宏观经济学相一致。 新凯恩斯主义者通常构建带有理性预期的模型，理性预期由卢卡斯提出并被新古典经济学家采纳。

### 名义和实际刚性
斯坦利·费希尔（1977） 回应了汤玛斯·萨金特和尼尔·华莱士的货币无效性命题，展示了即使在理性预期模型中，货币政策也可以稳定经济。 费希尔的模型展示了在长期名义工资合同的模型中，货币政策如何产生影响。 约翰·B·泰勒 扩展了费希尔的工作，发现货币政策甚至在工资和价格调整之后仍可能产生持久效应。泰勒通过在费希尔模型的基础上加入错位合同谈判和规定长期固定名义价格和工资率的假设得出了这一结果。 这些早期的新凯恩斯主义理论基于这样一个基本观点：考虑到名义工资固定，货币当局（中央银行）可以控制就业率。 由于工资以名义价格固定，货币当局可以通过改变货币供应量来控制实际工资（调整通货膨胀后的工资值），从而影响就业率。
到1980年代，新的凯恩斯主义经济学家对这些早期的名义工资合同模型感到不满，因为它们预测实际工资会呈反周期变化（当经济衰退时，实际工资会提高），而实证证据表明实际工资与经济周期通常无关，甚至略呈顺周期变化。 这些合同模型从微观经济学的角度也不合逻辑，因为不清楚为什么公司会使用长期合同，如果这些合同导致效率低下的话。 新凯恩斯主义者不再寻找劳动市场中的刚性，而是将注意力转向了商品市场和由“菜单成本”模型引起的粘性价格。 该术语指的是餐馆在想要改变价格时打印新菜单的实际成本；然而，经济学家也用它来指代与价格变化相关的更一般成本，包括评估是否进行价格变化的开支。 由于企业必须花费资金来更改价格，它们并不总是调整价格到足以让市场清算的程度，这种价格调整的缺失可以解释为什么经济可能处于不平衡状态。 使用美国消费者价格指数数据的研究确认，价格确实往往是粘性的。一个商品的价格通常每四到六个月变化一次，或者如果排除销售，通常每八到十一个月变化一次。
虽然一些研究表明，菜单成本对整体经济的影响过于微小，但劳伦斯·鲍尔和戴维·罗默（1990年）展示了实际刚性如何与名义刚性相互作用，产生显著的失衡。实际刚性发生在公司在应对变化的经济环境时，调整实际价格的速度较慢。例如，当公司拥有市场力量，或者其投入成本和工资被合同锁定时，它可能面临实际刚性。 鲍尔和罗默认为，劳动市场中的实际刚性使得公司的成本居高不下，这使得公司不愿意降价以避免收入损失。实际刚性所带来的开支与改变价格的菜单成本相结合，使得公司不太可能将价格降低到市场清算水平。

### 协调失败

在这个协调失败模型中，一个代表性公司e_{i}根据所有公司（ē）的平均产出做出生产决策。当代表性公司生产与平均公司一样多（e_{i}=ē）时，经济处于由45度线表示的均衡状态。决策曲线与均衡线在三个均衡点相交。各公司可以协调并在点B的最佳水平上生产，但如果没有协调，各公司可能会在较低效的均衡状态下生产。

协调失败是另一个可能解释衰退和失业的原因。 在衰退时期，即使有工人愿意在工厂工作，也可能工厂处于停工状态，而人们如果有工作，愿意购买工厂的产品。在这种情况下，经济下滑似乎是协调失败的结果：看不见的手未能协调通常的、最优的生产和消费流动。 拉塞尔·库珀 和安德鲁·约翰（1988年） 提出了协调的一般形式，即具有多个均衡的模型，其中代理人可以协调以改善（或至少不危害）他们各自的情况。 库珀和约翰基于早期模型，包括彼得·戴蒙德（1982年） 椰子模型，该模型展示了一个涉及搜索与匹配理论的协调失败案例。 在戴蒙德模型中，生产者更有可能生产，如果他们看到其他人也在生产。可能的交易伙伴的增加提高了某个生产者找到交易对象的概率。与其他协调失败的情况一样，戴蒙德的模型具有多个均衡，且一个代理人的福利依赖于其他人的决策。 戴蒙德的模型是一个“厚市场外部性”的例子，表明市场在更多人和公司参与时会运行得更好。 其他可能导致协调失败的因素包括自我实现的预言。如果一家公司预期需求下降，它可能会减少雇佣。职位空缺的减少可能会使工人担忧，进而减少他们的消费。这一需求下降符合公司的预期，但完全是由于公司自身的行为所致。

### 劳动市场失败
新凯恩斯主义者提出了解释劳动市场无法清算的原因。在沃尔拉斯市场中，失业工人会通过降低工资来竞标，直到工人的需求与供应相遇。 如果市场是沃尔拉斯式的，失业工人的队伍将仅限于在工作之间过渡的工人和由于工资过低无法吸引他们的工人选择不工作的情况。 他们提出了几种理论，解释了为什么市场可能会让愿意工作的工人处于失业状态。 其中，新凯恩斯主义者特别与效率工资和内外部模型相关联，用于解释之前失业的长期影响， 其中短期的失业增加变成了永久性，并导致长期的失业水平更高。

#### 内外部模型
经济学家对滞后效应产生兴趣，尤其是在1979年石油冲击和1980年代初期的衰退期间，失业水平激增，但并没有回到被认为是自然失业率的较低水平。 奥利维耶·布兰查德 和 劳伦斯·萨默斯（1986年） 用内外部模型解释了失业的滞后效应，这些模型也由阿萨尔·林德贝克和丹尼斯·斯诺威在一系列论文和随后的书籍中提出。 内部人，即已经在公司工作的员工，只关心自己的福利。他们宁愿保持高工资，而不是降薪并扩大就业。失业者，即外部人，无法在工资谈判过程中发声，因此他们的利益没有得到代表。当失业率上升时，外部人的数量也会增加。即使在经济恢复之后，外部人仍然无法参与谈判过程。 经济萎缩时期产生的外部人群体可能导致失业水平长期维持在较高水平。 劳动力市场中滞后效应的存在也提高了货币和财政政策的重要性。如果经济的短期低迷能够导致失业的长期增加，那么稳定政策不仅能提供短期的缓解作用；它们还能防止短期冲击转变为长期的失业增加。

#### 效率工资

在Shapiro-Stiglitz模型中，工人的工资定在一个水平上，使他们不懒散，从而防止工资下降到充分就业水平。没有懒散条件的曲线（标记为NSC）在充分就业时趋向无穷大。

在效率工资模型中，工人的工资水平是为了最大化生产力，而不是为了清理市场。 例如，在发展中国家，企业可能支付高于市场工资的薪酬，以确保工人能够负担足够的营养，从而保持生产力。 企业也可能支付更高的工资来增加忠诚度和士气，从而提高生产力。 企业还可能支付高于市场的工资以防止懒散。 懒散模型尤其具有影响力。 卡尔·夏皮罗 和 约瑟夫·斯蒂格利茨（1984年） 创建了一个模型，其中员工倾向于避免工作，除非企业能够监控工人的努力，并威胁懒散的员工将面临失业。 如果经济处于充分就业状态，一个被解雇的懒散工人会直接跳槽到新的工作。 各个企业支付高于市场工资的薪酬，以确保工人宁愿工作并保持当前的工作，而不是懒散并冒着必须换工作的风险。由于每个企业支付高于市场清算工资的薪酬，整体劳动市场无法清算。这就造成了失业工人群体，并增加了被解雇的成本。工人不仅面临较低的工资风险，还面临被困在失业池中的风险。保持工资高于市场清算水平创造了强烈的不懒散激励，使工人更有效率，尽管这使得一些愿意工作的工人处于失业状态。

## 新增长理论
更多信息: 内生增长理论

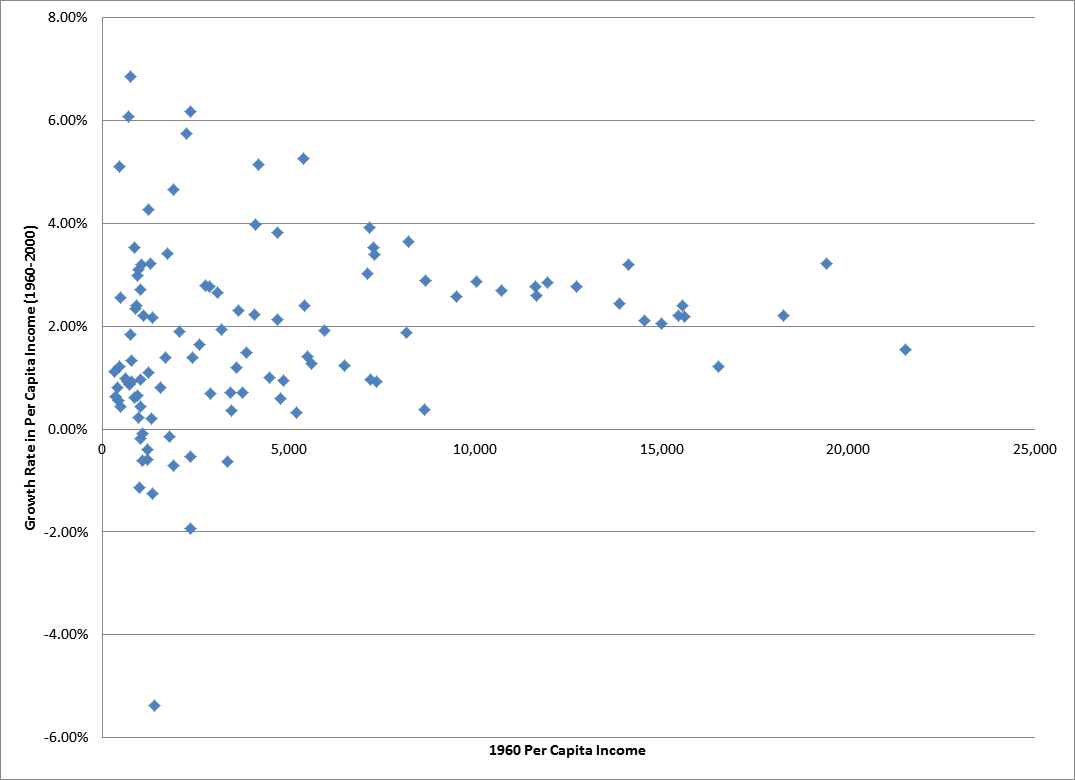
实证证据显示，低收入国家的增长率差异很大，而不是根据先前的收敛预测，呈现统一的高增长率，这与早期的新古典模型预期的情况不同。

在1950年代和1960年代对新古典增长模型的研究之后，直到1985年，关于经济增长的研究几乎没有进展。 保罗·罗默的论文 在刺激增长研究复兴方面发挥了重要作用。 从1980年代中期开始，到1990年代初期繁荣时，许多宏观经济学家将研究重点转向长期，并开始提出“新增长”理论，包括内生增长。 增长经济学家试图解释实证事实，包括撒哈拉以南非洲未能在增长上赶上、东亚四小龙的繁荣，以及1990年代技术繁荣之前美国生产率增长的放缓。 根据新古典增长模型，增长率的收敛性曾被预测，而这种明显的预测失败促使了对内生增长的研究。
三种新增长模型挑战了新古典模型。 第一个挑战了先前模型中关于资本经济效益会随着时间递减的假设。这些早期的新增长模型融入了资本积累的正外部性，其中一家企业在技术上的投资会产生溢出效益，影响到其他企业，因为知识会传播。 第二种模型关注创新在增长中的作用。这些模型强调通过专利和其他激励措施来鼓励创新的必要性。 第三种模型，称为“新古典复兴”，扩展了外生增长理论中资本的定义，将人力资本纳入其中。 这一研究方向始于曼昆、罗默和维尔（1992年），他们表明，通过一个增补人力资本的Solow模型，可以解释78%的跨国增长差异。
内生增长理论意味着，国家可以通过开放的社会制度，鼓励技术和思想从其他国家流入，进而实现快速的“赶超”增长。 内生增长理论还建议政府应该干预，鼓励投资于研究与开发，因为私营部门可能不会在最佳水平上进行投资。

## 新综合
主条目: 新古典主义综合理论

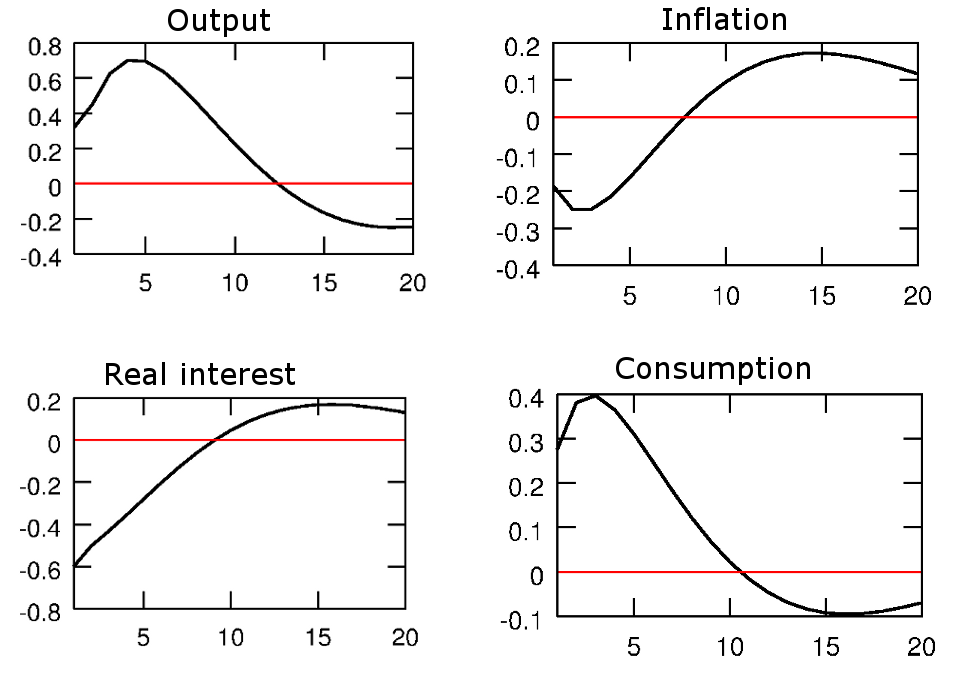
基于克里斯蒂亚诺、艾肯鲍姆和埃文斯（2005）的DSGE模型 冲击响应函数显示了货币政策冲击对其他经济变量在20个季度内的影响。

在1990年代，“新综合”或“新古典综合”应运而生，结合了新凯恩斯学派和新古典学派的观点。 从新古典学派，它采纳了RBC假设，包括理性预期和方法； 从新凯恩斯学派，它采纳了名义刚性（价格粘性） 和其他市场不完全性。 新综合意味着货币政策可以对经济产生稳定作用，这与新古典理论相反。 新综合得到了学术经济学家的采纳，并很快被政策制定者，如中央银行行长接受。
在这一综合模型下，辩论变得不再那么意识形态化（关于基本方法论问题），而是更具经验性。迈克尔·伍德福德描述了这一变化：
外部观察者有时会觉得宏观经济学家在经验方法问题上存在深刻分歧。关于个别经验性主张的说服力，依然存在并可能永远存在激烈的争论。使用的经验方法多种多样，既包括数据表征，也包括结构关系的估计，研究者在具体方法的选择上存在差异，这通常取决于他们愿意采用更多特定先验假设的方法。但这种辩论的存在不应掩盖在方法更基本问题上的广泛共识。无论是“标定派”还是采用贝叶斯估计DSGE模型的实践者，都同意进行“定量理论”的重要性，都接受数据表征与结构模型验证之间的区别，并且都对可以合理视为结构性模型的形式有相似的理解。
迈克尔·伍德福德强调，现在在数据表征的作品和结构模型之间有了更明确的区分。数据表征不涉及其结果与具体经济决策之间的关系，而结构模型则试图通过理论基础描述实际的关系和经济行为者所做的决策。结构模型的验证现在要求其规格反映“家庭或企业面临的明确决策问题”。迈克尔·伍德福德说，数据表征对于“确定结构模型应解释的事实”非常有用，但不能作为政策分析的工具。相反，结构模型通过描述实际经济决策来解释这些事实，成为政策分析的基础。
新综合理论发展了被称为动态随机一般均衡（DSGE）模型的RBC模型，这些模型避免了卢卡斯批评。 DSGE模型假设了企业和家庭的行为和偏好；这些模型的数值解是通过计算得出的。 这些模型还包含一个由经济冲击创造的“随机”元素。在原始的RBC模型中，这些冲击仅限于技术变革，但最新的模型已纳入其他实际变化。 对DSGE模型的计量经济学分析表明，实际因素有时会影响经济。弗兰克·斯梅茨和拉斐尔·沃特斯（2007年）的一篇论文指出，货币政策仅解释了经济产出波动的很小一部分。 在新综合模型中，冲击可以影响需求和供给。
新综合建模的最新发展包括异质化代理人模型的出现，这些模型用于货币政策优化：这些模型研究了在人口中拥有不同储蓄行为的不同消费群体对货币政策在经济中传播的影响。

## 2008年金融危机、大衰退与共识的演变
2007–2008年金融危机及随后的大衰退挑战了当时的短期宏观经济学。 很少有经济学家预见到这场危机，即使在危机过后，关于如何应对危机也存在很大的分歧。 新综合是在大温和时期形成的，但并未在严峻的经济环境中进行测试。 许多经济学家同意，危机源于经济泡沫，但新综合中的主要宏观经济学派并没有特别关注金融或资产泡沫理论。 当时宏观经济学理论未能解释危机，促使宏观经济学家重新审视他们的思维。 评论批评了主流经济学，并提出了对经济学进行重大重新评估的建议。
在危机期间，特别是DSGE模型受到了批评，这些模型是在新综合形成之前和过程中发展起来的。罗伯特·索洛在美国国会作证时表示，DSGE建模“对反衰退政策没有任何有用的建议，因为它在其本质上不合理的假设中内建了‘结论’，即宏观经济政策无所作为。” 索洛还批评DSGE模型经常假设一个单一的“代表性代理人”能够代表现实世界中众多多样化代理人之间的复杂互动。 罗伯特·戈登批评了1978年后的大部分宏观经济学。戈登呼吁恢复失衡理论和失衡建模。他贬低了假设市场能够清算的古典新学派和新凯恩斯学派经济学家；他呼吁恢复能够包括市场清算和价格粘性商品（如石油和住房）的经济模型。
DSGE模型信任危机并未瓦解新综合所特有的更深层次共识，并且能够解释新数据的模型得以继续发展。受到更多公众和政治关注的领域，如收入不平等，也获得了更多关注，此外，还出现了引入显著异质性的模型（与早期的DSGE模型相对）。 虽然批评了DSGE模型，里卡多·J·卡巴列罗认为金融领域的研究有所进展，并建议现代宏观经济学需要在金融危机后重新集中，而非完全放弃。 2010年，明尼阿波利斯联邦储备银行行长纳拉亚纳·科切拉科塔承认，DSGE模型“对分析2007-2010年的金融危机没有太大用处”，但他认为这些模型的适用性“在不断改善”，并表示宏观经济学家之间日益形成共识，即DSGE模型需要同时融入“价格粘性和金融市场摩擦”。 尽管他批评了DSGE建模，他表示现代模型仍然有用：
在2000年代初，...[拟合问题消失了，现代宏观模型通过粘性价格能够很好地拟合数据。通过使用新颖的贝叶斯估计器|贝叶斯估计方法，弗兰克·斯梅茨和拉夫·伍特斯证明，足够丰富的新凯恩斯主义模型可以很好地拟合欧洲数据。他们的发现以及其他经济学家类似的工作导致了新凯恩斯主义模型在全球中央银行的政策分析和预测中的广泛应用。
明尼苏达大学经济学教授V.V. Chari在2010年表示，最先进的DSGE模型允许在行为和决策中引入显著的异质性，这些异质性可能来源于年龄、先前经验和可用信息等因素。 随着DSGE建模的这些改进，研究还包括了异质性代理模型的发展，尤其是对于经济的某些特定方面，如货币政策传导。

## 环境问题

自然资源在经济中的流动，最终成为废物和污染。

从21世纪开始，生态系统服务（自然环境和健康生态系统为人类提供的益处）这一概念在经济学中得到了更广泛的研究。 同时，气候变化也被更广泛地认为是经济学中的一个重要议题，引发了关于可持续发展的讨论。气候变化也已成为例如欧洲中央银行政策中的一个因素。
此外，生态经济学领域在21世纪变得更加流行。 在其宏观经济模型中，经济系统被视为环境的一个子系统。在这一模型中，传统的收入循环流动图被更复杂的流动图所取代，反映了太阳能的输入，这种能源支持着自然资源和环境服务，这些资源随后作为生产单位被使用。消耗后，天然资源作为污染和废物排出经济系统。环境提供服务和材料的潜力被称为“环境的源功能”，随着资源的消耗或污染的加剧，这一功能会逐渐枯竭。“吸收功能”则描述了环境吸收和无害化废物及污染的能力：当废物输出超过吸收功能的极限时，就会发生长期的环境损害。:8
生态经济学中的另一个模型是经济学家凯特·雷沃斯的甜甜圈模型。这个宏观经济模型包括行星边界，比如气候变化。尽管这些来自生态经济学的宏观经济模型越来越受欢迎，但仍未完全被主流经济学接受。

## 非主流理论
主条目: 异端经济学
非主流经济学家坚持的理论足够偏离主流，以至于被边缘化，并被主流学界视为不相关。 最初，非主流经济学家包括乔安·罗宾森在内，与主流经济学家共同工作，但到了1960年代末和1970年代，非主流群体自我孤立，形成了封闭的小圈子。 当今的非主流经济学家通常在自己的期刊上发表文章，而不是主流期刊，并且倾向于避免正式建模，转而进行更加抽象的理论研究。
根据《经济学人》杂志的说法，2008年金融危机及随后的衰退突显了当时宏观经济学理论、模型和计量经济学的局限性。 在这一时期，媒体讨论了后凯恩斯主义经济学和奥地利经济学派，这两种非主流学派对主流经济学影响甚微。

### 后凯恩斯主义经济学
虽然新凯恩斯主义者将凯恩斯的思想与新古典理论结合起来，后凯恩斯主义者则走向了其他方向。后凯恩斯主义者反对新古典综合学派，且对凯恩斯的解读采取一种原教旨主义的立场，旨在发展没有经典元素的经济理论。 后凯恩斯主义者的核心信仰是拒绝三大公理，这三大公理是古典经济学和主流凯恩斯学派观点的核心：货币中立性、总替代性和遍历性公理。 后凯恩斯主义者不仅在短期内拒绝货币中立性，还认为货币是长期经济中的一个重要因素， 这一观点是其他凯恩斯主义者在1970年代所放弃的。总替代性意味着商品是可以互换的，价格变化会导致人们按比例调整消费。 遍历性公理认为，经济的未来可以基于过去和当前的市场条件来预测。没有遍历假设，代理人无法形成理性预期，这削弱了新古典理论的基础。 在一个非遍历的经济中，预测非常困难，决策过程受到不确定性的阻碍。部分因为不确定性，后凯恩斯主义者对价格和工资粘性的看法与新凯恩斯主义者不同。他们不认为名义刚性是市场无法清算的原因。相反，他们认为粘性价格和长期合同能够锚定预期，减轻阻碍市场效率的不确定性。 后凯恩斯主义经济政策强调减少经济不确定性的必要性，包括社会安全网和价格稳定。 海曼·明斯基将后凯恩斯主义关于不确定性和不稳定性的观点应用于金融危机理论，认为投资者不断增加债务，直到他们的回报无法支付杠杆资产的利息，从而导致金融危机。 2007–2008年的金融危机让主流经济学界重新关注明斯基的研究。

### 奥地利商业周期理论
主条目: 奥地利商业周期理论

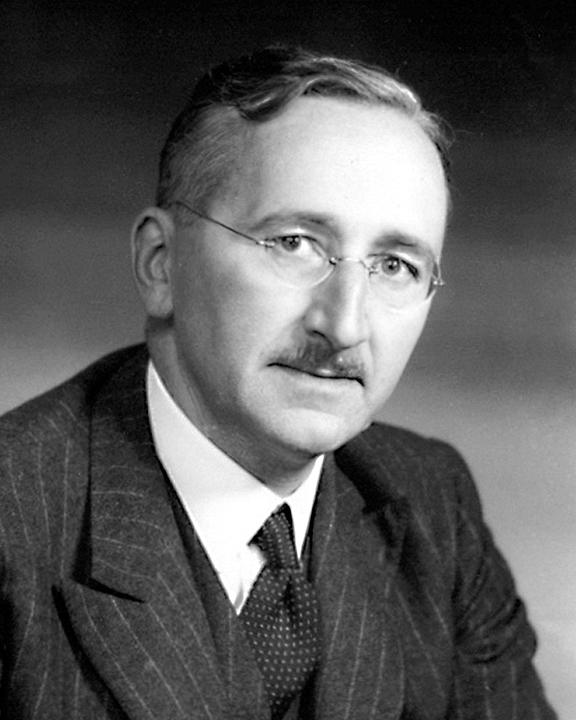
弗里德里希·哈耶克，奥地利商业周期理论的创始人

奥地利学派经济学始于卡尔·门格尔于1871年出版的《经济学原理》。门格尔的追随者形成了一个独特的经济学群体，直到二战左右，奥地利经济学与其他学派的区别基本上消失。然而，奥地利学派通过路德维希·冯·米塞斯和弗里德里希·哈耶克的著作，依然保持着作为一个独立学派的存在。今天的奥地利学派经济学家以其对早期奥地利学派著作的兴趣和避免使用标准的实证方法（包括计量经济学）而著称。奥地利学派还注重市场过程而非均衡状态。 主流经济学家通常批评其方法论。
哈耶克创立了奥地利商业周期理论，该理论将门格尔的资本理论与米塞斯的货币与信贷理论相结合。 该理论提出了一种跨时间投资模型，其中生产计划在成品制造之前就已经制定。生产者根据消费者偏好的变化调整生产计划。 生产者回应的是“派生需求”，即对未来的需求估计，而非当前的需求。如果消费者减少开支，生产者认为消费者是为了将来额外的支出而进行储蓄，因此生产保持不变。 结合一个可借贷资金市场（通过利率将储蓄与投资联系起来），这一资本生产理论形成了一个宏观经济模型，其中市场反映了跨时间的偏好。 哈耶克的模型表明，经济泡沫的开始是由于廉价信贷的引发，导致资源被错误分配，使得生产的早期阶段获得了超过应有的资源，而过度生产开始；资本的后期阶段没有得到足够的资金用于维护，从而无法防止贬值。 早期阶段的过度生产无法被未维护的后期资本处理。当最终商品短缺时，经济泡沫会破裂，导致“被迫储蓄”，因为能够用于销售的最终商品数量减少。

## 引用
1. 1 2  Blanchard 2000，第1377頁.
2. 1 2 3 4  Dimand 2008.
3. 1 2  Snowdon & Vane 2005，第69頁.
4. 1 2 3 4  McCallum 2008.
5. ↑  Mankiw 2006，第37–38頁.
6. ↑  Froyen 1990，第70頁.
7. ↑  Marcuzzo & Roselli 2005，第154頁.
8. 1 2  Dimand 2003，第327頁.
9. 1 2 3 4  Blanchard 2000，第1378–1379頁.
10. ↑  Dimand 2003，第333頁.
11. ↑  Woodford 1999，第4頁.
12. ↑  Case & Fair 2006，第400–401頁.
13. 1 2  Snowdon & Vane 2005，第50頁.
14. ↑  Harrington 2002，第125–126頁.
15. ↑  Snowdon & Vane 2005，第69–70頁.
16. ↑  Snowdon & Vane 2005，第52頁.
17. ↑  Case & Fair 2006，第685頁.
18. ↑  Froyen 1990，第70–71頁.
19. ↑  Skidelsky 2003，第131頁.
20. ↑  Wicksell, Knut 1999.
21. ↑  Uhr 2008.
22. ↑  Snowdon & Vane 2005，第13頁.
23. ↑  Patinkin 2008.
24. ↑  Snowdon & Vane 2005，第70頁.
25. 1 2  Snowdon & Vane 2005，第63頁.
26. ↑  Snowdon & Vane 2005，第49頁.
27. ↑  Snowdon & Vane 2005，第58頁.
28. ↑  Blinder 2008.
29. ↑  Snowdon & Vane 2005，第46頁.
30. ↑  Snowdon & Vane 2005，第59頁.
31. ↑  Froyen 1990，第97頁.
32. 1 2  "Keynes and Probability" 1999.
33. ↑  Snowdon & Vane 2005，第76頁.
34. ↑  Snowdon & Vane 2005，第55頁.
35. 1 2  Snowdon & Vane 2005，第70–71頁.
36. ↑  Fletcher 2002，第522頁.
37. ↑  Snowdon & Vane 2005，第71頁.
38. 1 2  "Neo-Keynesianism" 1999.
39. ↑  Backhouse 1997，第43頁.
40. ↑  Romer 1993，第5頁.
41. ↑  Backhouse 1997，第37頁.
42. ↑  Backhouse 1997，第42頁.
43. ↑  Snowdon & Vane 2005，第101頁.
44. ↑  Skidelsky 2009，第103–104頁.
45. ↑  Skidelsky 2009，第104頁.
46. ↑  Janssen 2008.
47. 1 2  Blanchard 2000，第1379頁.
48. ↑  Snowdon & Vane 2005，第106頁.
49. ↑  Snowdon & Vane 2005，第102頁.
50. ↑  "IS/LM Model and Diagram" 1999.
51. ↑  Froyen 1990，第173頁.
52. ↑  Ireland 2008.
53. ↑  Fletcher 2002，第524頁.
54. ↑  Snowdon & Vane 2005，第585–586頁.
55. 1 2 3 4  Snowdon & Vane 2005，第586頁.
56. ↑  Eltis 1987.
57. ↑  Snowdon & Vane 2002，第316頁.
58. ↑  Snowdon & Vane 2002，第316–317頁.
59. ↑  Temple 2008.
60. ↑  Solow 2002，第519頁.
61. 1 2  Blanchard 2000，第1383頁.
62. ↑  Mankiw 2006，第31頁.
63. ↑  Goodfriend & King 1997，第234頁.
64. ↑  Goodfriend & King 1997，第236頁.
65. ↑  Mishkin 2004，第537頁.
66. ↑  Blanchard 2000，第1385頁.
67. ↑  Goodfriend & King 1997，第234–236頁.
68. 1 2  "Edmund Phelps's Contributions to Macroeconomics" 2006.
69. 1 2  Mankiw 2006，第33頁.
70. 1 2  Backhouse & Boianovsky 2012，第8頁.
71. ↑  Tsoulfidis 2010，第287頁.
72. ↑  Tsoulfidis 2010，第290–291頁.
73. ↑  Tsoulfidis 2010，第288頁.
74. ↑  De Vroey 2002，第383頁.
75. ↑  Hoover 2003，第419頁.
76. ↑  Mankiw 1990.
77. ↑  Snowdon & Vane 2005，第72頁.
78. ↑  Barro 1979.
79. 1 2  Tsoulfidis 2010，第294頁.
80. ↑  Backhouse & Boianovsky 2012，第75頁.
81. ↑  Beaud & Dostaler 1997，第123頁.
82. 1 2 3  Tsoulfidis 2010，第293頁.
83. 1 2  Tsoulfidis 2010，第295頁.
84. ↑  Case & Fair 2006，第684頁.
85. ↑  Romer 2005，第252頁.
86. ↑  Mishkin 2004，第608頁.
87. ↑  Mishkin 2004，第607–608頁.
88. ↑  Mishkin 2004，第607–610頁.
89. ↑  Mishkin 2004，第528頁.
90. 1 2  Mishkin 2004，第529頁.
91. ↑  DeLong 2000，第86頁.
92. ↑  DeLong 2000，第89頁.
93. ↑  Krugman & Wells 2009，第893頁.
94. 1 2  DeLong 2000，第91頁.
95. ↑  DeLong 2000，第90頁.
96. ↑  Woodford 1999，第18頁.
97. ↑  DeLong 2000，第84頁.
98. 1 2  DeLong 2000，第92頁.
99. ↑  Woodford 1999，第18–19頁.
100. ↑  Mankiw 2006，第5頁.
101. ↑  Snowdon & Vane 2005，第222頁.
102. ↑  Froyen 1990，第333頁.
103. 1 2  Fischer 2008.
104. ↑  Froyen 1990，第332頁.
105. ↑  Woodford 2009，第268頁.
106. ↑  Snowdon & Vane 2005，第220頁.
107. ↑  Dindo 2007，第8頁.
108. ↑  Brannon 2006.
109. 1 2 3  Mishkin 2004，第147頁.
110. ↑  Woodford 1999，第20頁.
111. ↑  Froyen 1990，第335頁.
112. 1 2  Hoover 2008.
113. ↑  Snowdon & Vane 2005，第226頁.
114. ↑  Froyen 1990，第334–335頁.
115. ↑  Mankiw 1990，第1649頁.
116. ↑  Snowdon & Vane 2005，第243–244頁.
117. 1 2 3  Sargent 2008.
118. ↑  Mankiw 1990，第1651頁.
119. ↑  Mankiw 1990，第1652頁.
120. ↑  Mishkin 2004，第660頁.
121. ↑  Snowdon & Vane 2005，第266頁.
122. ↑  Snowdon & Vane 2005，第340頁.
123. ↑  Snowdon & Vane 2005，第233頁.
124. ↑  Snowdon & Vane 2005，第235頁.
125. ↑  Mankiw 2006，第6頁.
126. 1 2  Case & Fair 2006，第691頁.
127. 1 2 3  Mankiw 1990，第1653頁.
128. ↑  Hoover 2003，第423頁.
129. 1 2  Mankiw 2006，第7頁.
130. ↑  Snowdon & Vane 2005，第294頁.
131. ↑  Snowdon & Vane 2005，第295頁.
132. ↑  Mankiw 1990，第1653–1654頁.
133. ↑  Hahn & Solow 1997，第2頁.
134. ↑  Mark 2001，第107頁.
135. ↑  Romer 2005，第215頁.
136. ↑  Christiano & Fitzgerald 2001，第46n頁.
137. ↑  Mankiw 2006，第34頁.
138. 1 2  Romer 1993，第6頁.
139. 1 2  Mankiw 2006，第36頁.
140. 1 2  Mankiw & Romer 1991，第6頁.
141. 1 2 3  Mankiw 1990，第1656頁.
142. 1 2 3  Mankiw 1990，第1657頁.
143. ↑  Mankiw 1990，第1656–1657頁.
144. 1 2  Mankiw 1990，第1658頁.
145. ↑  Galí 2008，第6–7頁.
146. ↑  Romer 2005，第294–296頁.
147. ↑  Snowdon & Vane 2005，第380–381頁.
148. ↑  Romer 1993，第15頁.
149. ↑  Cooper & John 1988，第446頁.
150. 1 2 3  Mankiw 2008.
151. ↑  Howitt 2002，第140–141頁.
152. 1 2  Howitt 2002，第142頁.
153. ↑  Diamond 1982.
154. ↑  Cooper & John 1988，第452頁.
155. ↑  Cooper & John 1988，第452–453頁.
156. ↑  Mankiw & Romer 1991，第8頁.
157. ↑  Romer 2005，第438頁.
158. ↑  Romer 2005，第437–439頁.
159. ↑  Romer 2005，第437頁.
160. ↑  Snowdon & Vane 2005，第384頁.
161. ↑  Romer 2005，第471頁.
162. ↑  Snowdon & Vane 2005，第332頁.
163. 1 2  Romer 2005，第468頁.
164. ↑  Snowdon & Vane 2005，第335頁.
165. ↑  Froyen 1990，第357頁.
166. ↑  Romer 2005，第439頁.
167. 1 2  Froyen 1990，第358頁.
168. ↑  Romer 2005，第448頁.
169. 1 2  Snowdon & Vane 2005，第390頁.
170. ↑  Romer 2005，第453頁.
171. ↑  Durlauf, Johnson & Temple 2005，第568頁.
172. 1 2  Blaug 2002，第206頁.
173. 1 2  Mankiw 2006，第37頁.
174. ↑  Snowdon & Vane 2005，第585頁.
175. ↑  Snowdon & Vane 2005，第587頁.
176. ↑  Snowdon & Vane 2005，第624–625頁.
177. ↑  Snowdon & Vane 2005，第628頁.
178. ↑  Snowdon & Vane 2005，第628–629頁.
179. ↑  Snowdon & Vane 2005，第625頁.
180. ↑  Klenow & Rodriguez-Clare 1997，第73頁.
181. 1 2  Snowdon & Vane 2005，第630頁.
182. ↑  Goodfriend & King 1997，第256頁.
183. ↑  Goodfriend & King 1997，第255–256頁.
184. ↑  Blanchard 2000，第1404–1405頁.
185. 1 2  Woodford 2009，第273頁.
186. ↑  Kocherlakota 2010，第11頁.
187. 1 2 3  Woodford 2009.
188. ↑  Mankiw 2006，第39頁.
189. ↑  Kocherlakota 2010，第6頁.
190. ↑  Kocherlakota 2010，第9–10頁.
191. ↑  Woodford 2009，第272–273頁.
192. ↑  Woodford 2009，第272頁.
193. 1 2  https://copenhagenmacro.dk/wp-content/uploads/2017/09/debortoli-1.pdf 的存檔，存档日期27 January 2022. [裸網址]
194. ↑  .   [2020-01-11]. （原始内容存档于19 August 2020） （美国英语）.
195. 1 2  "What went wrong with economics" 2009.
196. ↑  Wren-Lewis 2012.
197. ↑  Krugman 2009.
198. ↑  "The other-worldly philosophers" 2009.
199. ↑  Solow 2010，第3頁.
200. ↑  Solow 2010，第2頁.
201. ↑  Gordon 2009，第1頁.
202. 1 2  https://www8.gsb.columbia.edu/faculty-research/sites/faculty-research/files/finance/Macro%20Workshop/Catch22_HANK_wDSGE_1503208.pdf 的存檔，存档日期29 November 2020. [裸網址]
203. ↑  Caballero 2010，第18頁.
204. ↑  Kocherlakota (2010)
205. ↑  Kocherlakota 2010.
206. ↑  Chari, Varadarajan Venkata.  (PDF). House Committee on Science and Technology, Subcommittee on Investigations and Oversight. 20 July 2010  [30 March 2018]. （原始内容 (PDF)存档于2011-02-05）.
207. 1 2  Costanza R;  et al.  (PDF). Ecosystem Services. 2017, 28: 1–16. Bibcode:2017EcoSv..28....1C. doi:10.1016/j.ecoser.2017.09.008.
208. ↑  Harris J. (2006). 环境与自然资源经济学：当代方法. Houghton Mifflin Company.
209. 1 2  Backhouse 2010，第154頁.
210. ↑  Lee 2008.
211. ↑  Backhouse 2010，第160頁.
212. ↑  , The Economist, 2009年7月16日
213. 1 2  "Buttonwood: Minsky's moment" 2009.
214. ↑  Solow 1988.
215. ↑  Stigler 1988.
216. ↑  Cottrell 1994，第2頁.
217. 1 2  Davidson 2005，第472頁.
218. 1 2 3  King 2008.
219. 1 2  Davidson 2003，第43頁.
220. ↑  Cottrell 1994，第9–10頁.
221. ↑  Davidson 2005，第473頁.
222. ↑  Kirzner 2008.
223. ↑  Boettke & Leeson 2003.
224. ↑  "Heterodox economics: Marginal revolutionaries" 2011.
225. ↑  Garrison 2005，第475頁.
226. ↑  Garrison 2005，第480–481頁.
227. ↑  Garrison 2005，第487頁.
228. ↑  Garrison 2005，第495–496頁.
229. 1 2  Garrison 2005，第508頁.

## 进一步阅读

### 文章
- de Vroey, Michel. . 经济学史. 2004, 36: 57–91. S2CID 12513044. doi:10.1215/00182702-36-suppl_1-57. hdl:2078.1/5852.

### 书籍
- 经济学手册
  - Taylor, John B.; Woodford, Michael (编). . 经济学手册 1–3. 北荷兰出版社. 1999. ISBN 978-0-444-50156-1.
  - 货币经济学手册，爱思唯尔出版社。

Friedman, Benjamin M., 和 Frank H. Hahn, 编辑，1990年，第1卷，链接为 描述与目录 和章节概览 预览
_____, 1990年，第2卷，链接为 描述与目录 和章节概览 预览.
Friedman, Benjamin, 和 Michael Woodford, 2010年，第3A & 3B卷，链接为 描述 & 和章节 摘要.
- Leijonhufvud, Axel. . 纽约: 牛津大学出版社. 1981. ISBN 978-0-19-502815-7. 无效|url-access=需要注册 (帮助)
- Woodford, Michael. . 普林斯顿，新泽西: 普林斯顿大学出版社. 2003. ISBN 978-0-691-01049-6.

### 播客和视频
- 诺贝尔经济学奖讲座视频及其他材料
  - Thomas Sargent 和 Chris Sims (2011年) "关于宏观经济学中因果关系的实证研究"
  - Peter Diamond, Dale Mortensen, 和 Christopher Pissarides (2010年) "具有搜索摩擦的市场分析"
  - Edmund Phelps (2006年) "宏观经济政策中的跨期权衡分析"
  - Finn E. Kydland 和 Edward C. Prescott (2004年) "动态宏观经济学：经济政策的一致性及其背后的商业周期驱动因素"
  - George Akerlof, Michael Spence 和 Joseph Stiglitz (2001年) "关于信息不对称市场的分析"
- 新经济思维学会会议记录视频